# Giliastrum foetidum
Giliastrum foetidum är en blågullsväxtart som först beskrevs av John Gillies och George Bentham, och fick sitt nu gällande namn av J.M. Porter. Giliastrum foetidum ingår i släktet Giliastrum och familjen blågullsväxter. Inga underarter finns listade i Catalogue of Life.